# Una razza maledetta
Una razza maledetta (An Accursed Race) è un saggio scritto nel 1855 dall'autrice inglese Elizabeth Gaskell.

## Contenuto
Una razza maledetta ripercorre la persecuzione dei Cagots nel continente europeo. Elizabeth Gaskell argomenta in maniera arguta i fatti storici e sociali, utilizzando fonti storiche, referti medici, dicerie. Scopriamo le superstizioni e le credenze popolari che hanno portato alla discriminazione razziale di questo popolo. Ma l'universalità dei contenuti e lo stile peculiare dell'autrice permettono un paragone diretto tra la persecuzione razziale dei Cagots e molte altre discriminazioni avvenute nel corso della storia. Scaviamo così nelle pulsioni più oscure dell'indole umana, nella paura per il diverso, nell'ignoranza popolare che irrazionalmente porta alla distruzione. Sono temi attuali, in un saggio del 1855 e dal punto di vista, che già di per sé possiamo considerare “diverso”, di una donna.

## Edizioni italiane
- Una razza maledetta, Rossella Monaco (tradotto da), Galassia Arte, 2013, ISBN 9788868310066.